# هوم‌لند (فلوریدا)
هوم‌لند (به انگلیسی: Homeland) یک منطقهٔ مسکونی در ایالات متحده آمریکا است که در شهرستان پولک، فلوریدا واقع شده‌است.